# Sabine Klenke
Sabine Klenke (* 5. Oktober 1954 in Halle (Saale)) ist eine deutsche Politikerin (CDU). Sie war von 1990 bis 1994 Mitglied im Landtag Sachsen-Anhalt.

## Ausbildung und Leben
Sabine Klenke besuchte 1961 bis 1971 die zehnklassige Oberschule POS "Krupskaja" in Halle. 1971 bis 1974 machte sie eine Facharbeiterausbildung zur Krankenschwester und 1975 bis 1977 das Abitur an der Volkshochschule. 1977 bis 1980 studierte sie an der Martin-Luther-Universität Halle-Wittenberg Medizin, legte aber keinen Abschluss ab. Seit 1980 arbeitete sie als Krankenschwester an der Martin-Luther-Universität. Nach einer Qualifikation zur Fachkrankenschwester  1984 bis 1986 wurde sie Operationsschwester und 1989 Leitende Schwester. Seit 1989 war sie Oberschwester in der HNO-Klinik der Martin-Luther-Universität. 1990 wurde die als Vorstandsmitglied des Berufsverbandes für Krankenpflege in Sachsen-Anhalt gewählt. 
Sabine Klenke, die evangelischer Konfession ist, ist verheiratet und hat zwei Kinder.

## Politik
Sabine Klenke ist seit 1984 Mitglied der CDU. Sie wurde 1985 Nachfolgekandidatin der CDU zur Stadtverordnetenversammlung  Halle und war 1987 bis 1989 Stadtverordnete. Nach der Wende wurde sie 1990 Vorsitzende der CDU-Frauen-Union in Sachsen-Anhalt, Mitglied des Landesvorstandes der CDU Sachsen-Anhalt, Kreisvorstandsmitglied der CDU Halle, Mitglied des Bundesfachausschusses für Gesundheitspolitik, Mitglied des Bundesvorstandes der CDU-Frauen-Union. Sie wurde bei der ersten Landtagswahl in Sachsen-Anhalt 1990 im Landtagswahlkreis Halle, Altstadt III (WK 22) direkt in den Landtag gewählt. 